# Progetto Grudge
Il progetto Grudge, (progetto Rancore in italiano), fu un breve progetto realizzato dagli Stati Uniti per investigare il fenomeno degli oggetti volanti non identificati. Il Grudge fu il proseguimento del progetto Sign e si svolse tra il febbraio e il dicembre del 1949. Il Grudge fu a sua volta seguito dal progetto Blue Book, che nella sua fase iniziale (la fine del 1951) pubblicò i primi rapporti sotto il nome di progetto Grudge.

## Storia
Il progetto Sign rimase attivo dal 1947 al gennaio del 1949. La maggior parte dei ricercatori del progetto Sign, compreso il direttore Robert Sneider, ritenne che alcuni casi di UFO erano spiegabili con un'origine extraterrestre. Prepararono pertanto un rapporto riservato, chiamato "Stima della situazione", in cui si sosteneva l'ipotesi extraterrestre. Tale ipotesi venne rifiutata dal vertice militare dell'Air Force per mancanza di prove concrete. A seguito dei disaccordi con i vertici militari e di una spaccatura venutasi a creare all'interno della Commissione tra i fautori e i detrattori dell'ipotesi extraterrestre (questi ultimi capitanati dal maggiore Aaron J. Boggs), il progetto Sign venne annullato e sostituito con il progetto Grudge..
Nel suo libro pubblicato nel 1956, il capitano Edward J. Ruppelt dell'U.S. Air Force parlò anche del progetto Grudge. Secondo Ruppelt, nel Grudge non sono mai state eseguite procedure standard di intelligence. Ogni cosa era stata valutata con la premessa, o meglio con il pregiudizio, che "tanto gli UFO non esistono". In questo contesto, è ovvio, non importava cosa si vedeva o cosa si ascoltava, semplicemente "nessuno ci credeva".
Ruppelt aveva notato che "alcuni specialisti al top dell'intelligence nell'Air Technical Intelligence Center (ATIC) entusiasti di lavorare al progetto Sign, non erano in realtà più interessati al progetto Grudge. Alcuni di loro avevano drasticamente e frettolosamente cambiato opinione, nel momento in cui il Pentagono non era più favorevole alla causa".
Secondo Ruppelt, il Grudge operava con un fine di screditamento, che non era esplicitamente scritto su nessun documento, ma "traspariva da ogni nota, rapporto e direttiva". Anche la scelta della parola "Grudge" ("Rancore"), che ufficialmente non aveva alcun significato, secondo Ruppelt denunciava un atteggiamento ostile verso gli UFO. Ruppelt descrisse il Grudge come "L'era Oscura" della investigazione ufologica USAF. Il suo personale, infatti, stava di fatto conducendo poche investigazioni, ma contemporaneamente affermava che tutti i rapporti UFO erano stati perfettamente riesaminati. Come nel progetto Sign, il personale del Grudge riteneva che l'enorme volume di rapporti UFO avrebbe potuto essere spiegato semplicemente come una errata identificazione di oggetti astronomici (stelle, pianeti, meteore), nubi, cani solari, palloni sonda, aerei convenzionali o altro. Tuttavia a differenza del Sign, dove l'ipotesi prevalente era che per alcuni casi di avvistamento UFO si doveva cercare una risposta straordinaria, il personale del Grudge pensava che anche tale minoranza di rapporti poteva e doveva essere spiegata con fenomeni consueti; a riprova di ciò, Ruppelt cita un'appendice del rapporto finale, dove a proposito dei casi non spiegati si afferma che "dobbiamo spiegarli perché non crediamo ai dischi volanti". In pratica, tutti i rapporti UFO erano ritenuti avere sempre e comunque una spiegazione prosaica, tuttavia alcune "spiegazioni" del Grudge apparivano artificiose e logicamente insostenibili, come quella relativa ad un avvistamento avvenuto il 18 novembre 1948 da parte dell'equipaggio di un aereo: nonostante il Servizio Meteorologico USA avesse escluso l'ipotesi che potesse trattarsi di un pallone sonda, il Grudge spiegò l'avvistamento con un pallone sonda, senza peraltro precisare i motivi di tale spiegazione. Nonostante tutto rimase una percentuale di casi non spiegati (il 23%), per cui si postularono difetti di percezione da parte dei testimoni ed altre cause psicologiche.
Secondo Ruppelt, il lavoro del Grudge doveva svolgersi in due fasi: ricondurre gli avvistamenti di UFO a cause convenzionali; attuare una campagna di pubbliche relazioni per "spiegare" al pubblico cosa sono gli UFO.
Il primo articolo di questa campagna, trovò appoggio nel giornalista Sidney Shallet del The Saturday Evening Post. L'articolo di Shallet apparve in due edizioni consecutive: quelle del Post del 30 aprile e del 7 maggio 1949, e genericamente riportava di fatto la stessa linea di condotta tenuta dai vertici del progetto Grudge: "molti rapporti UFO possono essere facilmente spiegati con fenomeni consueti e conosciuti, erroneamente identificati dai testimoni, mentre i mass media avevano gonfiato a dismisura il fenomeno." Shallet suggerì inoltre, che gli scherzi e le persone stravaganti avrebbero avuto un importante ruolo nel divulgare le teorie UFO, dando di fatto risalto alle stesse opinioni di militari di alto livello. L'articolo di Shallet lasciò nel pubblico diversi dubbi e altri giornalisti si dichiararono a favore di ulteriori indagini sugli UFO.
Il Grudge, praticamente concluso nel dicembre 1949, fu seguito dal progetto Blue Book, che inizialmente (fine del 1951) si chiamò Grudge II e assunse la denominazione Blue Book nel marzo del 1952. Il nuovo progetto venne all'inizio diretto da Ruppelt e tale periodo venne generalmente considerato un'era più aperta e produttiva per la ricerca ufologica.

### Il Rapporto Grudge
Il Rapporto Grudge, di 600 pagine, venne pubblicato in un unico rapporto formale nell'Agosto del 1949. Il rapporto concluse che:
A. Non vi sono evidenze che gli oggetti avvistati siano il risultato di uno sviluppo scientifico più avanzato, quindi non costituiscono una minaccia diretta alla sicurezza nazionale. Di conseguenza, si raccomanda che l'investigazione e lo studio dei rapporti dei dischi volanti sia limitato negli scopi. Il quartier generale dell'AMC, (Air Materials Command), continuerà a investigare in funzione delle specifiche tecniche indicate.
NOTA: È evidente che ulteriori studi lungo le linee attuali non farebbe che confermare i risultati presentati in questo rapporto. Si raccomanda inoltre, che le direttive di raccolta pertinenti, siano riviste per riflettere la modifica prevista dall'indirizzo prestabilito.
B. Tutte le analisi e le evidenze, indicano che i rapporti di oggetti volanti non identificati sono il risultato di:
1. Errate interpretazione di diversi oggetti convenzionali.
2. Una forma leggera di isteria di massa e di nervosismo.
3. Individui che creano tali racconti per perpetrare scherzi o farsi della pubblicità.
4. Persone psicopatologiche.
Dopo la diffusione di tale rapporto, fu dichiarato che il Grudge, sarebbe stato presto chiuso.

### Tensioni
Nell'aprile 1951, Bob Ginna di Life visitò la Wright-Patterson Air Force Base. Durante la sua investigazione, il giornalista scoprì ciò che Clark descrive come: "palesi errori del progetto". (Clark, 239). Verso la metà del 1951, il Grudge consisteva nel solo Tenente Gerry Cummings, che secondo Ruppelt, aveva preso veramente sul serio il suo lavoro.

### Il caso di Forth Monmouth
Il 10 settembre 1951 vi fu un avvistamento radar/visuale presso Fort Monmouth, una base militare nella contea di Monmouth in New Jersey. I piloti e gli operatori radard osservarono un certo numero di oggetti che si muoveva velocemente, dotati di una grande manovrabilità e a forma di disco. Il Colonnello N.R. Rosegarten passò tutta la giornata del 13 settembre 1951, insieme al tenente Cummings, a intervistare testimoni e a compilare un'adeguata documentazione. Alla coppia (Cummings, Rosegarten) fu poi ordinato di riportare i risultati della loro investigazione direttamente al Generale Charles P. Cabell, poi capo dell'intelligence del Pentagono. Cummings e Rosegarten riportarono le loro conclusioni per il caso di Fort Monmouth: erano d'accordo con il personale della base che giudicava i movimenti veloci dell'oggetto avvistato come "intelligentemente controllati" (Clark, 240). Cabell si dichiarò insoddisfatto del rapporto finale del progetto Grudge e affermò che era necessario avere una risposta soddisfacente sulla questione dei dischi volanti, pertanto voleva che il progetto fosse riorganizzato e riavviato.
A seguito del caso di Forth Monmouth e dell'avvistamento di Lubbock vennero riprese le indagini sugli UFO con il New Project Grudge o Grudge II, poi divenuto Project Blue Book.